# Кодайканальська сонячна обсерваторія
Кодайканальська сонячна обсерваторія (англ. Kodaikanal Solar Observatory) — сонячна обсерваторія в Індії, підпорядкована Індійському інституту астрофізики. Розташована на пагорбах Палані за 4 км з Кодайканалу.
У січні 1909 року в цій обсерваторії вперше виявили ефект Евершеда. Сонячні дані, зібрані обсерваторією, є найстарішими безперервними серіями такого роду в Індії.
Тут регулярно проводяться зондування іоносфери, геомагнітні спостереження. Зведення отриманих даних надсилаються до різних центрів обробки даних — національних (Індійський метеорологічний департамент) та всесвітніх (Всесвітня метеорологічна організація, Глобальна служба атмосфери).
Сонячна обсерваторія має штат з двох науковців і трьох техніків.

## Історія
Ще в 1881 році Бланфорд, тодішній метеоролог уряду Індії, рекомендував «удосконалити роботу сонячних спостережень, щоб отримати точні вимірювання потужності нагріву сонцем земної поверхні та її періодичних коливань». У травні 1882 року урядовий астроном у Мадрасі Норман Роберт Поґсон запропонував фотографувати та вимірювати спектри Сонця та зір за допомогою 20-дюймового (51 см) телескопа, встановленого на гірській станції в Південній Індії.
20 липня 1893 року, після голоду в Мадраському президентстві, який засвідчив потребу вивчення сонця для кращого розуміння мусонів, на зустрічі Комітету з індійських обсерваторій під головуванням лорда Кельвіна вирішено створити сонячну фізичну обсерваторію в Кодайканалі, у високому й вільному від пилу місці. Починаючи з 1895 року відбулася роботи й обладнання з Мадраської обсерваторії передали до Кодайканалу, а 1 квітня 1899 року заснували обсерваторію.
Перші спостереження в Кодайканалі розпочали в 1901 році.
12-метрову сонячну вежу з сучасним спектрографом заснував у 1960 році Аніл Кумар Дас. Її використовували для виконання перших в історії геліосейсмологічних досліджень. Вимірювання векторних магнітних полів розпочали в 1960-х роках.
У 1977 році багато астрономів з Кодайканалу переїхали в Бангалор і заснували Індійський інститут астрофізики.

## Директори
- Чарльз Мічі Сміт[5][6], 1895—1911
- Чарльз Прітчард Батлер[7]
- Джон Евершед[en], 1911—1923
- Томас Ройдс[en], 1923—1937
- А. Л. Нараян, 1937—1946
- Аніл Кумар Дас[en], 1946—1960
- Вайну Баппу[en], 1960—1982
- Дж. Бхаттачар'я, 1982—1990
- Рамнат Ковсік, 1992—2003
- С. Сірадж Гасан, 2006—2012
- П. Срікумар, 2013—2018
- Аннапурні Субраманьян, від 2019

## Поточна діяльність
Сфери поточного інтересу в обсерваторії:
- Спостереження та інтерпретація морфологічних змін в активних областях та їх роль у виникненні транзієнтів, таких як сонячні спалахи.
- Дослідження факторів, що впливають на хромосферні кальцієві К-індекси.
- Вимірювання векторних магнітних полів.
- Оцифровування фотографій Сонця за останні понад 100 років.
- Дослідження структури й динаміки екваторіальної іоносфери, її реакції на змінність Сонця.
- Дослідження екваторіального електроструменя, структури й динаміки екваторіальної іоносфери, її реакції на змінність Сонця.
- Погодинні спостереження температури поверхні, тиску й кількості опадів, які передаються до Індійського департаменту метеорології та Всесвітньої метеорологічної організації для використання в прогнозі погоди та дослідженнях атмосфери.
- Просвітницька робота з астрономії, екскурсії обсерваторією, доступ до астрономічної бібліотеки, нічні спостереження неба в телескоп, проведення спеціалізованих курсів університетського рівня, семінарів і воркшопів.

## Обладнання

### Фотографування сонячного диска

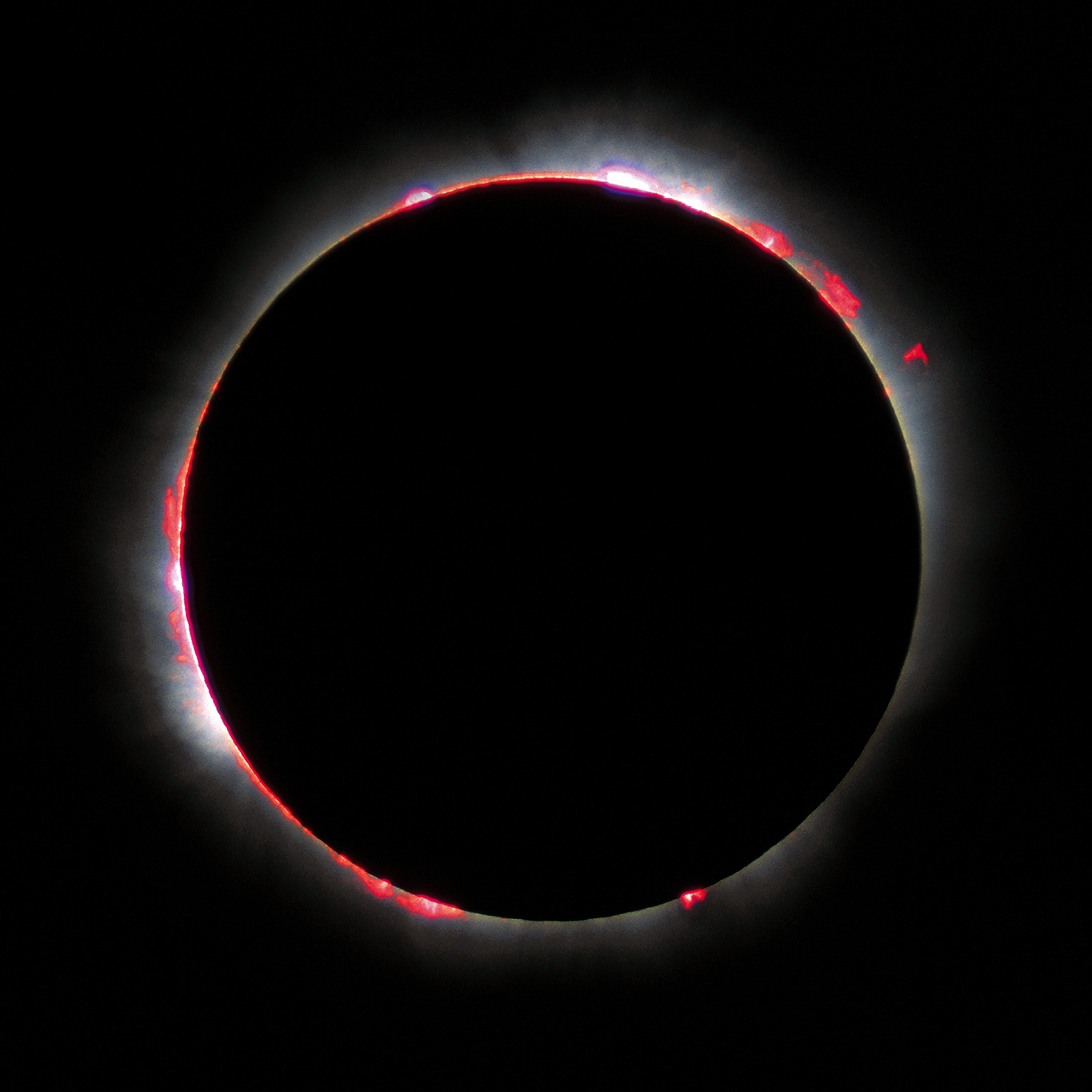
Хромосфера Сонця в червоній спектральній лінії Н-альфа, спостережувана під час затемнення.

Обсерваторія має придбаний у 1850 році геліостатичний рефрактор французької оптичної фірми Lerebours et Secretan з Парижа на англійському монтуванні з апертурою 15 см. У 1898 році фірма Grubb Parsons переробила його на фотогеліограф з апертурою 20 см. З початку 1900-х років його використовували для отримання щоденних (якщо дозволяла погода) 20-сантиметрових зображень Сонця у білому світлі. 20-сантиметровий рефрактор іноді використовують для спостережень комет і затемнень, а іноді гостям обсерваторії показують у нього нічне небо.
Придбаний в 1904 році подвійний спектрогеліограф регулярно використовують для отримання 6-сантиметрових знімків повного диска Сонця у спектральних лініях К-альфа та Н-альфа. Сидеростат Фуко діаметром 46 см подає світло до 30-сантиметрових триплетних об'єктивів Кука з апертурою f/22. Спектрогеліограф дифракційною ґраткою Н-альфа був введений в експлуатацію не пізніше 1911 року. З 1912 року отримували зображення повного лімба в K-лінії шляхом блокування сонячного диска. Такі спостереження та зображення Сонця в білому світлі отримують приблизно 200 днів на рік.
Світло з 46-сантиметрового сидеростата направляють на 15-сантиметровий ахроматний цейссівський об’єктив, який створює 2-сантиметрове зображення. Попередній фільтр і вузькосмуговий фільтр для K-лінії кальцію використовують спільно із ПЗЗ-матрицею для реєстрації K-фільтрограми Сонця. Регулярні спостереження почалися з 1996 року. Окрім синоптичних спостережень, у дні з хорошим або відмінним баченням отримують часові послідовності отримують.

### Сонячний тунельний телескоп

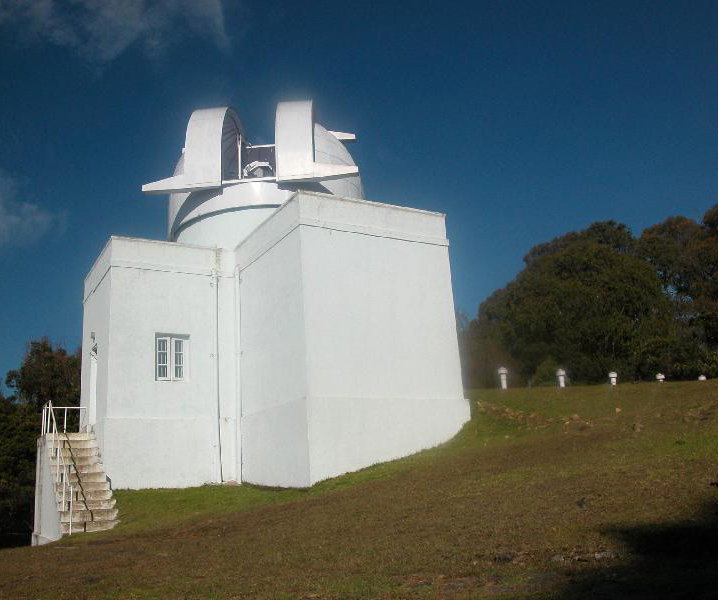
Сонячний тунельний телескоп у Кодайканалі

60-сантиметровий дводзеркальний кварцевий целостат фірми Grubb Parsons, встановлений на платформі на 11-метровій вежі, спрямовує сонячне світло через плоске дзеркало в підземний горизонтальний тунель довжиною 60 метрів. 38-сантиметровий ахромат з апертурою f/90 утворює зображення Сонця у фокальній площині діаметром 34 см. Телескоп має можливість встановлення 20-сантиметрового ахромата з апертурою f/90, який може створювати зображення діаметром 17 см.
Основним інструментом телескопа є спектрограф Літтрова. Ахромат з апертурою 20 см і фокусною відстанню 18 м, обладнаний дифракційною ґраткою зі щільністю 600 ліній/мм дає дисперсію 9 мм/Å в п'ятому порядку решітки. Він має просторову роздільну здатність 5,5 кутових секунд/мм, що створює високоякісні зображення для сонячної спектроскопії. Запис спектру можна здійснювати фотографічно або за допомогою ПЗЗ-камери.

### Іонозонди
Лабораторія обладнана для вивчення іоносферних і геомагнітних проявів сонячної активності. У 1955 році був встановлений аналоговий іонозонд NBS C3 для вертикального зондування іоносфери. Регулярно проводили щоквартальні зондування. У 1993 році була введена в експлуатацію модель цифрового іонозонда IPS 42/DBD43, яка дозволяла виконувати зондування що п'ять хвилин або частіше.

### Інше обладнання
Високочастотний доплерівський радар використовують для вивчення динаміки у F-області за допомогою іоносферного поширення радіохвиль.
На початку 1900-х років в обсерваторії були встановлені магнітометри й відтоді регулярно використовувалися для вимірювань.
Обсерваторія також має широкосмуговий сейсмограф, приймач GPS і магнітні варіометри.
На території обсерваторії є музей астрономії, відкритий для відвідувачів. Він містить графічні матеріали, кілька моделей, живі зображення Сонця і фраунгоферів спектр.
Бібліотека обсерваторії має цінну колекцію астрономічної літератури, а також зібрання сучасної літератури з фізики Сонця та сонячно-земної фізики.
Сучасні приміщення для проведення зустрічей часто використовують для національних і міжнародних зустрічей, семінарів і класів. Вони вміщують до 40 учасників. Тут проводять Кодайканальську літню школу з фізики, Кодай-трієстівський воркшоп з плазмової астрофізики і Зимова школа з сонячної фізики.